# Francisco Cláudio Oliveira Pereira
Francisco Cláudio Oliveira Pereira (Tauá, 5 februari 1979) is een Braziliaans voormalig voetballer die vooral bekend is onder de namen Cláudio of Cláudio Tauá en die als aanvaller speelde.

## Carrière
Cláudio kwam in 1996 bij PSV waar hij zes jaar onder contract zou staan. Hij debuteerde in het seizoen 1996/97. Begin 1999 werd hij voor anderhalf jaar verhuurd aan EC Vitória waar hij ook in de jeugd gespeeld had. Daar maakte hij met tien doelpunten in 23 wedstrijden indruk zodat hij teruggehaald werd. Begin 2001 werd hij opnieuw aan Vitoria verhuurd en in de zomer van dat jaar aan Botafogo FR. Hij maakte het seizoen 2001/02 af bij Fortuna Sittard. In oktober 2002 werd zijn contract bij PSV ontbonden en hierna speelde hij voor EC Bahia. De eerste helft van het seizoen 2003/04 kwam Cláudio uit voor het Portugeese União Leiria waarna hij in 2004 bij Paysandu SC speelde. Hierna speelde hij een seizoen voor respectievelijk Figueirense FC en Ituano FC en in 2006 speelde hij kort voor Al-Shamal in Qatar. Cláudio speelde vervolgens voor Sertãozinho FC, Criciúma EC, Ceará SC, AD Tauá en in 2010 voor ACD Potyguar Seridoense. In 2011 beëindigde hij zijn loopbaan bij AD Tauá.